# Ernst Böhme (Historiker)

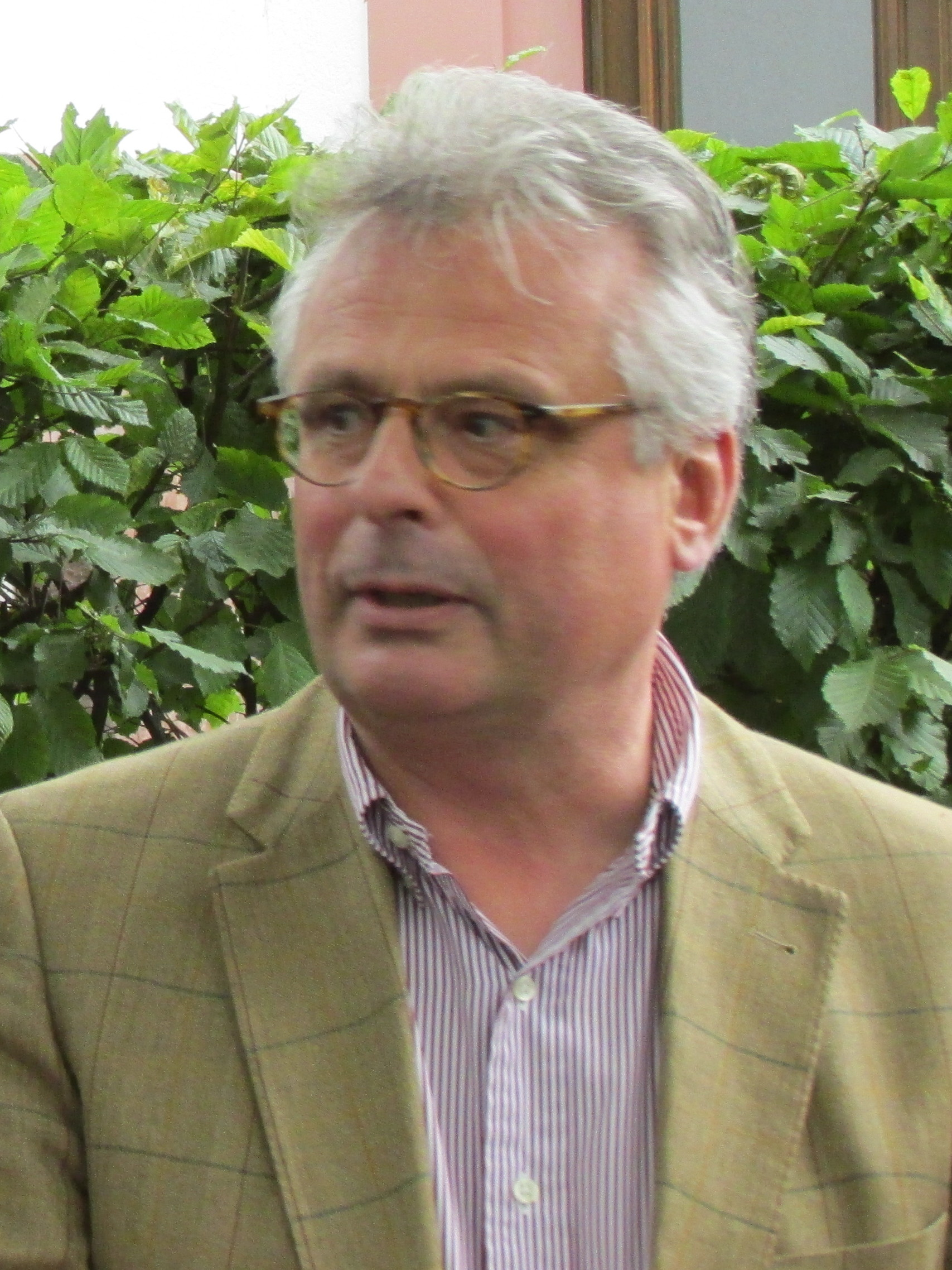
Ernst Böhme (2014)

Ernst Böhme (* 1956) ist ein deutscher Historiker, Philologe und Autor sowie ehemaliger Archivar und Museumsleiter. 
Nach dem Studium an der Universität Tübingen und dem Referendariat als Gymnasiallehrer wandte er sich dem Archivwesen zu. Von 1987 bis 1997 war Böhme stellvertretender Archivleiter im Staatsarchiv Bückeburg. Von 1997 bis Anfang 2020 war er Leiter des Stadtarchivs Göttingen (als Nachfolger von Helga-Maria Kühn) und zudem seit 2005 Leiter des Städtischen Museums in Göttingen (als Nachfolger von Jens-Uwe Brinkmann). Von 2001 bis 2007 war er erster Vorsitzender der Arbeitsgemeinschaft der niedersächsischen Kommunalarchivare.

## Schriften (Auswahl)
- Das fränkische Reichsgrafenkollegium im 16. und 17. Jahrhundert. Untersuchungen zu den Möglichkeiten und Grenzen der korporativen Politik mindermächtiger Reichsstände. Steiner-Verlag, Wiesbaden/Stuttgart 1989, ISBN 3-515-04945-2 (zugleich Dissertation, Universität Tübingen, 1985)
- als Bearbeiter: Stadthagen. Droste, Düsseldorf 1990, ISBN 3-7700-0892-8.
- mit Michael Scholz und Jens Wehner: Dorf und Kloster Weende. Von den Anfängen bis ins 19. Jahrhundert. Stadt Göttingen, Göttingen 1992, ISBN 3-89244-301-7.
- Carte von den Hochgräflich-Schaumburg Lippischen Aemtern Stadthagen und Hagenburg. [Beiheft]. Niedersächsisches Landesverwaltungsamt, Landesvermessung, Hannover 1992
- Göttingen. Kleiner Führer durch die Stadtgeschichte. Hrsg. Stadt Göttingen, Stadtarchiv. GT-Verlag, Göttingen 1999, ISBN 3-924781-33-8.
- mit Rudolf Vierhaus (Hrsg.): Vom Dreißigjährigen Krieg bis zum Anschluß an Preußen – Der Wiederaufstieg als Universitätsstadt (1648–1866) (= Göttingen. Geschichte einer Universitätsstadt. Band 2). Vandenhoeck & Ruprecht, Göttingen 2002, ISBN 3-525-36197-1.
- mit Dietrich Denecke und Helga-Maria Kühn (Hrsg.): Göttingen – Geschichte einer Universitätsstadt. Vandenhoeck & Ruprecht, Göttingen 2002, ISBN 3-525-36199-8.
- Göttinger Stadtgespräche. Vandenhoeck & Ruprecht, Göttingen 2016, ISBN 978-3-647-30095-5.
- Universitätsgeschichte im Überblick. Von Dr. Ernst Böhme, Leiter des Städtischen Museums und des Stadtarchivs Göttingen.
- Nachruf auf Waldemar R. Röhrbein. In: Göttinger Jahrbuch, 62, 2014, S. 5 f.